# Filipina Brzezińska
Filipina Brzezińska (z domu Szymanowska herbu Młodzian, ur. 1 stycznia 1800 w Warszawie, zm. 10 listopada 1886 tamże) – polska kompozytorka i pianistka.
Urodziła się w znanej rodzinie frankistów, jako córka Franciszka Szymanowskiego i Agaty Wołowskiej, jej brat był ojcem Celiny Szymanowskiej (żony Adama Mickiewicza) i mężem Marii Szymanowskiej.
Wśród jej utworów znajdują się zaawansowane technicznie i muzycznie utwory fortepianowe oraz pieśni, wśród których cieszyła się wielką popularnością pieśń maryjna Nie opuszczaj nas. 
Z roku 1876 pochodzi również zbiór 15 krótkich preludiów na organy.